# إريس ستيوارت
إريس ستيوارت (بالإنجليزية: Iris Stuart) هي ممثلة أمريكية، ولدت في 2 فبراير 1903 في نيويورك في الولايات المتحدة، وتوفيت بنفس المكان في 1936 بسبب سل.

## وصلات خارجية
- إريس ستيوارت على موقع IMDb (الإنجليزية)
- إريس ستيوارت على موقع قاعدة بيانات الفيلم (الإنجليزية)